# Коричнев, Валерий Васильевич
Валерий Васильевич Коричнев (14 ноября 1941, Вурнары, Чувашская АССР, РСФСР — 14 октября 2011, Москва, Российская Федерация) — бывший первый заместитель генерального директора ФАПСИ, генерал-полковник в отставке.

## Биография
В 1965 г. окончил Московский электротехнический институт связи. Кандидат технических наук.
- 1965—1970 гг. — в научно-исследовательском отделе МЭИС,
- с 1971 г. был направлен на работу в органы государственной безопасности,
- в 2003 г. ушел в отставку с должности первого заместителя генерального директора ФАПСИ,
- с 2003 г. — в системе органов федеральной службы по техническому и экспортному контролю.

## Награды
- орден «За заслуги перед Отечеством» IV степени,
- орден «За военные заслуги»,
- орден Красного Знамени.

- Лауреат Государственной премии СССР (1978),
- лауреат Государственной премии Российской Федерации в области науки и техники (1996).
- лауреат премии Правительства Российской Федерации в области науки и техники за 1999 год.
- почётный сотрудник федеральных органов правительственной связи и информации,

- член-корреспондент Академии криптографии Российской Федерации.